# Torps landskommun, Medelpad
För andra landskommuner med detta namn, se Torps landskommun.
Torps landskommun var en tidigare kommun i Västernorrlands län. Centralort var Torpshammar och kommunkod 1952–1970 var 2203	.

## Administrativ historik
Torps landskommun inrättades den 1 januari 1863 i Torps socken i Medelpad när 1862 års kommunalförordningar trädde i kraft.
Kommunen påverkades inte av kommunreformen 1952. Den 1 januari 1955 överfördes ett område med 69 invånare och omfattande en areal av 0,21 km², varav 0,18 km² land, från Borgsjö landskommun och Borgsjö kyrkobokföringsdistrikt till Torps landskommun och församling.
Den 1 januari 1971 upplöstes Torps landskommun då den kom att bli en del av den nya Ånge kommun.

### Kyrklig tillhörighet
I kyrkligt hänseende tillhörde kommunen Torps församling.

## Kommunvapen
Blasonering: Sköld, delad av blått, vari ett genomgående treberg av guld, och av blått, vari åtta avhuggna stockar av guld, bjälkvis ställda (3,2,3).
Detta vapen fastställdes av Kungl. Maj:t den 17 december 1948. Se artikeln om Ånge kommunvapen för mer information.

## Geografi
Torps landskommun omfattade den 1 januari 1952 en areal av 1 199,60 km², varav 1 130,00 km² land.

### Tätorter i kommunen 1960
| Tätort      | Folkmängd |
| ----------- | --------- |
| Ljungaverk  | 1 904     |
| Fränsta     | 1 093a    |
| Torpshammar | 532       |

Tätortsgraden i kommunen var den 1 november 1960 41,8 procent.

## Politik

### Mandatfördelning i valen 1938-1966
|  | 20 | 6 | 2 |  |

| 29 |

| 2 | 18 | 6 | 3 |  |

| 27 |

| 5 | 14 | 7 | 3 |  |

| 28 |

| 2 | 16 | 6 | 5 |  |

| 28 |

| 3 | 15 | 5 | 5 | 2 |

| 28 |

| 2 | 16 | 6 | 4 | 2 |

| 25 | 5 |

| 2 | 16 | 7 | 4 |  |

| 26 |

| 3 | 13 | 8 | 3 |  | 2 |

| 28 |

### Fotnoter
1. ↑   (PDF) Folkräkningen den 1 november 1960, I, Folkmängd inom kommuner och församlingar efter kön, ålder, civilstånd m.m.. Stockholm: Statistiska centralbyrån. 1965-09-30. sid. 55. Arkiverad från originalet den 15 juli 2015. https://www.webcitation.org/6a1zkRbkC?url=http://www.scb.se/Grupp/Hitta_statistik/Historisk_statistik/_Dokument/SOS/Folkrakningen_1960_01.pdf. Läst 26 december 2014 Arkiverad 14 oktober 2013 hämtat från the Wayback Machine.
2. ↑  Per Andersson: Sveriges kommunindelning 1863-1993, Draking, Mjölby 1993, ISBN 91-87784-05-X, s. 92
3. ↑  ”Svenska Heraldiska Föreningens vapendatabas”. Arkiverad från originalet den 18 oktober 2012. https://web.archive.org/web/20121018011750/http://databas.heraldik.se/index.php. Läst 17 februari 2011.
4. ↑   (PDF) Folkräkningen den 31 december 1950, I, Areal och folkmängd inom särskilda förvaltningsområden m.m., Tätorter. Stockholm: Statistiska centralbyrån. 1952-05-19. sid. 108. Arkiverad från originalet den 1 oktober 2014. https://www.webcitation.org/6T09ZkyrB?url=http://www.scb.se/Grupp/Hitta_statistik/Historisk_statistik/_Dokument/SOS/Folkrakningen_1950_1.pdf. Läst 9 oktober 2014 Arkiverad 29 oktober 2013 hämtat från the Wayback Machine.
5. ↑  SCB Folkräkningen 1960 del 2 Arkiverad 24 september 2015 hämtat från the Wayback Machine. sida 42 i pdf:en
6. ↑  SCB Folk- och bostadsräkningen 1965 del 2 sida 143 i pdf:en

- Se kartdata överlagrat på OSM (Kartdata)